# Schloss Güttmannsdorf

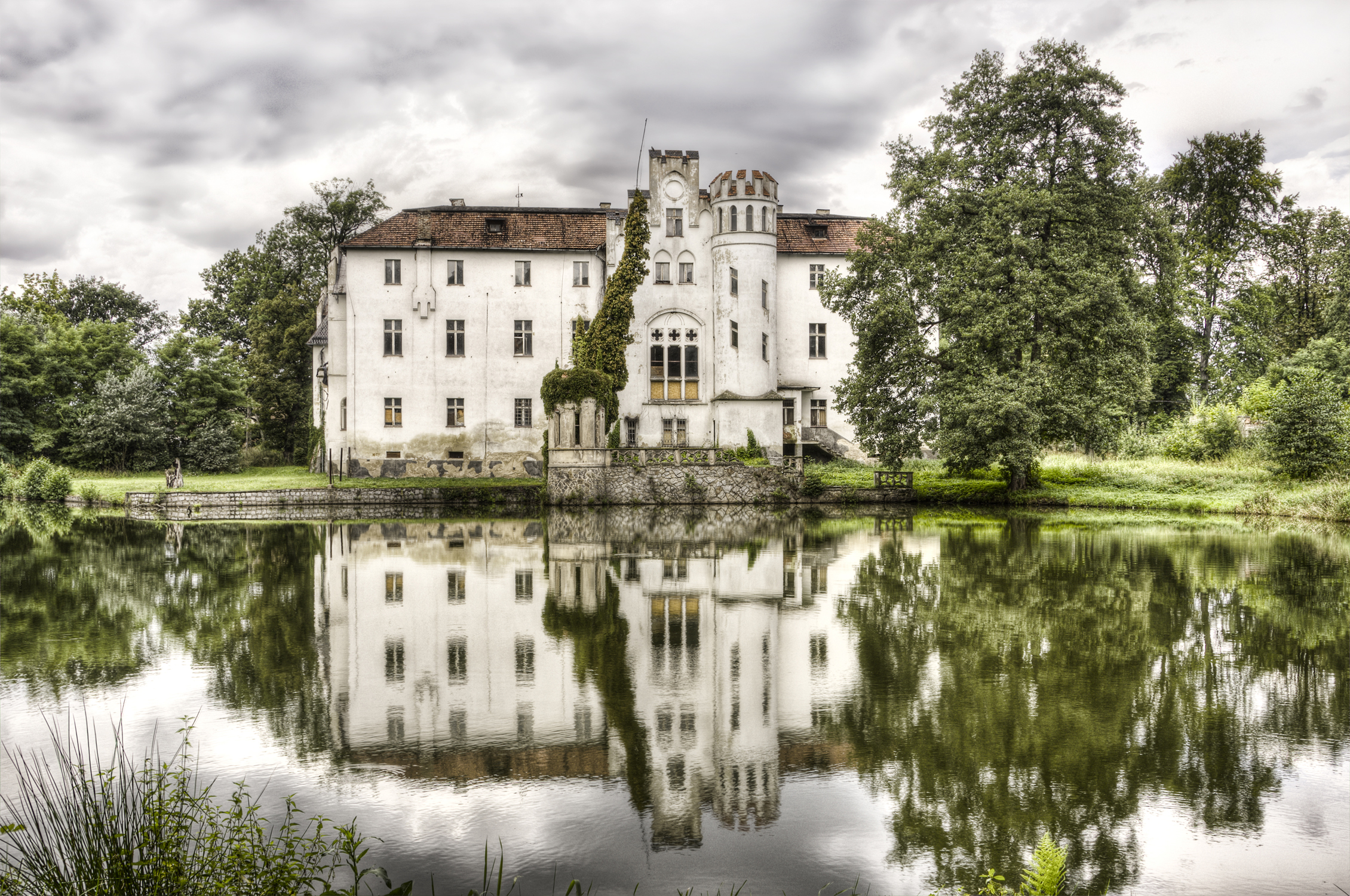
Schloss Güttmannsdorf

Schloss Güttmannsdorf (polnisch Pałac w Dobrocinie) ist ein neogotisches Schloss in Dobrocin im Powiat Dzierżoniowski der Woiwodschaft Niederschlesien in Polen.

## Geschichte
An der Stelle des heutigen Schlosses stand ein Klostergut, möglicherweise eine Kommende des Templerordens. 1484 erwarb es Friedrich von Hochberg, Gründer der Güttmannsdorfer Linie der von Hochberg. Im 18. Jahrhundert wurde die Anlage barockisiert. Von Ende des 18. Jahrhunderts gehörte es dem Adelsgeschlecht Falkenhain und den von Seher-Thoß, 1833 erwarb Heinrich Moritz Eichborn das Gut.
Durch Erbe kam es wieder an die Seher-Thoß, dann 1897 an Kuno von Portatius. Von 1898 bis 1899 wurde die Anlage neugotisch umgestaltet. Der Südwestflügel entstand 1909. Portatius ließ auch einen Landschaftspark anlegen.
Nach 1945 wurde das Schloss Sitz einer Landwirtschaftlichen Produktionsgenossenschaft. Nach der Politischen Wende wurde das Schloss privatisiert, wurde jedoch dem Verfall überlassen.

## Anlage
Das Schloss ist auf hufeisenförmigem Grundriss errichtet und mit kleinen Türmchen, Zwerchhäusern und Staffelgiebeln pittoresk gegliedert. Im Inneren sind Teile der wandfesten Ausstattung, etwa klassizistische Stuckdecken und neugotische Wandvertäfelungen erhalten. Wirtschaftsgebäude des Guts sind teils in Fachwerk ausgeführt.